# Gare de Prin-Deyrançon
La gare de Prin-Deyrançon est une gare ferroviaire française de la ligne de Saint-Benoît à La Rochelle-Ville située sur le territoire de la commune de Prin-Deyrançon dans le département des Deux-Sèvres.
C'est une halte de la Société nationale des chemins de fer français (SNCF) desservie par des trains TER Nouvelle-Aquitaine.

## Situation ferroviaire
Établie à 23 mètres d'altitude, la gare de Prin-Deyrançon est située au point kilométrique (PK) 91,740 de la ligne de Saint-Benoît à La Rochelle-Ville, entre les gares ouvertes de Niort (s'intercalent les gares fermées d'Épannes, Frontenay-Rohan-Rohan et Saint-Symphorien) et Mauzé.

## Historique
Fin XIXe, début XXe siècle, beaucoup de familles consacraient un lopin de terre à la culture de la fraise des bois (Fraise de Prin), principalement sur le pourtour des tourbières. Les femmes de la commune les ramassaient pour dix centimes de francs par panier. Les fraises partaient ensuite vers Paris par la gare de Prin. Elles étaient servies dans des grands restaurants. Le commerce des fraises des bois s'est arrêté en 1914. Actuellement une seule personne la cultive.
La ligne de chemin de fer a fait l'objet de nombreux sabotages durant la dernière guerre à la suite de l'existence d'un camp de prisonniers à proximité de la gare sur la commune de Prin-Deyrancon.
En 2022, selon les estimations de la SNCF, la fréquentation annuelle de la gare était de 5 100 voyageurs.

## Service des voyageurs

### Accueil
Halte SNCF, c'est un point d'arrêt non géré (PANG) à accès libre. Elle dispose d'un automate pour l'achat de titres de transport. Une passerelle permet le passage d'un quai à l'autre.

### Desserte
Prin-Deyrançon est desservie par les trains TER Nouvelle-Aquitaine de la relation Poitiers - La Rochelle-Ville.

### Intermodalité
Le stationnement des véhicules est possible à proximité.